# 張九泰
張九泰（1994年7月25日—），本名張席仔，字“九泰”，身高180cm。粉丝群体称作“泰迪熊”。

## 经历
張九泰于2009年入德云社藝術傳習社，2015年9月13日，随“九”字科第二批拜师成为“二九”成员，和搭檔劉筱亭同為德云七队演員。
- 目前為德云七队成員，和梅九亮.秦霄賢三人称为“三浪”。
- 與周九良、何九華、秦霄賢、劉筱亭為“地庫小分隊”。
- 2012年 7月18日 開始與搭檔劉筱亭合作演出。

## 外部連結
- 張九泰的新浪微博

| 从师   | 辈分   | 收徒 |
| 郭德綱 | 第九代 | —    |